# Limoniídeos
Limoniídeos (Limoniidae), também chamado de "mosca-pernuda", é uma família de moscas intimamente relacionada com as da família Tipulidae, embora normalmente podem ser distinguidas pela forma como as asas são mantidas em repouso. As espécies de Limoniidae costumam manter as asas fechadas enquanto as da Tipulidae normalmente as mantêm abertas. Membros do gênero Chionea (moscas da neve) não têm asas. Limoniidae é uma família muito grande, com cerca de 10.500 espécies descritas em 133 gêneros. Estas moscas são encontradas em lugares úmidos em todo o mundo e muitas espécies formam aglomerados densos em habitats adequados.

## Galeria

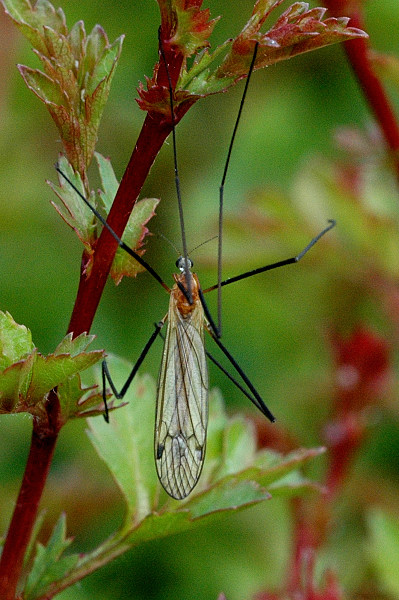
Austrolimnophila ochracea
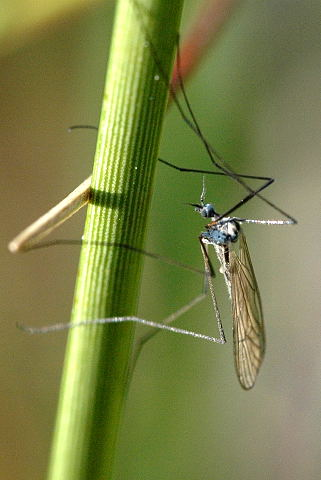
Dicranoptycha fuscescens
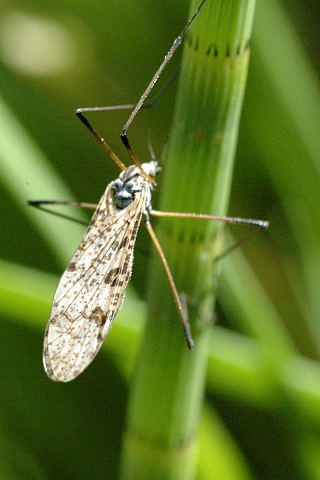
Eloeophila maculata
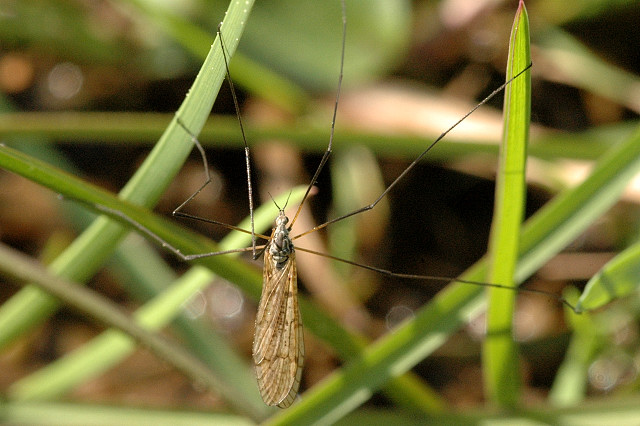
Limnophila schranki
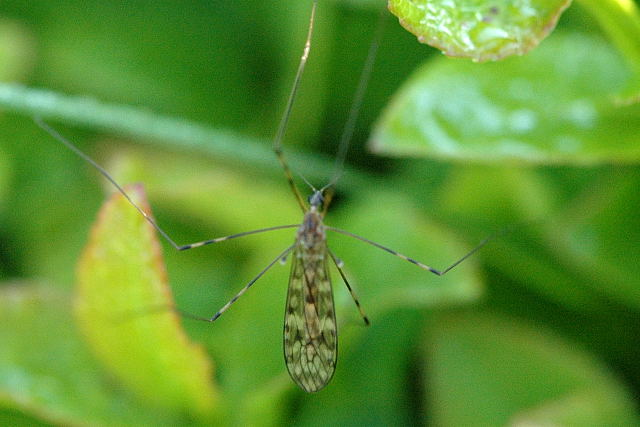
Limonia nubeculosa
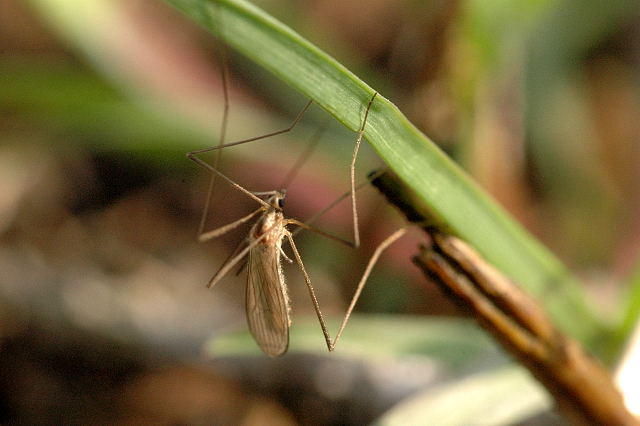
Phylidorea.ferruginea